# Быковнянский лес
Быковнянский лес (укр. Биківнянський ліс) — природный лес в черте города Киева, расположенный на территории Деснянского района. Лес находится в ведомстве Белодибровского лесничества.

## История
В период 1937—1941 годов Быковнянский лес был местом тайного захоронения жертв массовых политических репрессий. Здесь в 2006 году был создан государственный историко-мемориальный заповедник «Быковнянские могилы».

## Описание
Быковнянский лес расположен на левом берегу Днепра, на северо-востоке Киева — между жилыми массивами Вигуровщина-Троещина и Лесной массив, и Броварским проспектом. В лесной массив с южной его стороны глубоко вдаются жилые массивы Быковня и Посёлок Радистов. Западнее примыкает урочище Сухие горы, восточнее — заказник Белая дубрава.